# یوزف برنشتتر
یوزف برنشتتر (آلمانی: Josef Brandstetter; ۷ نوامبر ۱۸۹۱ – ۲۵ مارس ۱۹۴۵) بازیکن فوتبال اهل اتریش بود.
از باشگاه‌هایی که در آن بازی کرده‌است می‌توان به باشگاه فوتبال راپید وین اشاره کرد.
وی همچنین در تیم ملی فوتبال اتریش بازی کرده‌است.